# Masracetus
Masracetus markgarfi
Genre
Espèce
Masracetus est un genre éteint de baleines primitives de la famille des Basilosauridae.
Masracetus markgrafi est la seule espèce de ce genre, elle a vécu sur les côtes égyptiennes au cours de l'Éocène supérieur, il y a entre 37,2 et 33,9 Ma (millions d'années) environ.

## Description
Peu de fossiles de Masracetus ont été retrouvés, cette espèce étant connue par l'intermédiaire d'une vertèbre lombaire et d'un crâne mal reconstitué datant de 1908. La vertèbre lombaire est courte mais de grande taille comparée aux autres archéocètes, le diamètre étant comparable aux vertèbres de Basilosaurus, mais ne faisant que la moitié de sa longueur. Par rapport aux autres Dorudontinae, Masracetus est de grande taille, étant notamment plus grand que le genre Cynthiacetus, un autre Basilosauridae.

## Découverte et répartition
Les fossiles de Masracetus ont été principalement découverts au nord du Lac Moéris, en Égypte, mais des ossements ont également été découverts à la Dépression de Qattara et près de Médinet el-Fayoum,.
Ces fossiles datent d'il y a 37 à 33 millions d'années, durant l'Éocène supérieur.

## Étymologie
Masracetus provient de l'arabe Masr, signifiant « Égypte » et du grec ketos, « baleine », signifiant ainsi « Baleine d'Égypte ». Markgrafi est un hommage à Richard Markgraf, membre de l'équipe du paléontologue Ernst Stromer, qui découvrit le premier crâne de Masracetus en 1905.